# Acacia coa
Acacia coa é uma espécie de leguminosa do gênero Acacia, pertencente à família Fabaceae.